# 2014年ソチオリンピックのフィリピン選手団
2014年ソチオリンピックのフィリピン選手団（2014ねんソチオリンピックのフィリピンせんしゅだん）は、2014年2月7日から23日までロシアのソチで開催されたソチオリンピックフィリピン選手団の名簿。

## 選手団
- 人員: 選手 1人
- 開会式旗手: マイケル・クリスチャン・マルティネス

## フィギュアスケート
- マイケル・クリスチャン・マルティネス

男子個人 (19位、184.25)